# 竹迫望美
竹迫 望美（たけさこ のぞみ、1983年10月3日 - ）は、日本の女子プロレスラー。身長149cm、体重48kg、血液型O型。神奈川県横須賀市出身。愛称は、のんちゃん。入団前に運動経験がないため勝ち星には恵まれていないが、ジャガー横田の指導を受けて力を付けつつある。IWA・JAPANではチョコボール向井と男女混合タッグを組むことが多かった。元IWA・JAPAN所属。また、JWP女子プロレス、格闘美(JDスター)、AtoZ、WOMANにも参戦していた。2010年2月に引退。

## 経歴

### 2003年
- 5月30日、大阪府立体育会館第2競技場において、対さくらえみ戦でデビュー。
- 11月30日、後楽園ホールにおいてジャガー横田と初対戦。ツームストン・パイルドライバーからのエビ固めで敗北。

### 2004年
- 1月9日、水戸市民体育館において河童小僧と組みチョコボール向井＆米山香織と対戦。ダイビング・ボディプレスからの体固めで向井からフォール勝ち。これがIWA・JAPANでの初勝利となる。

### 2005年
- 8月23日、第1回T-1興行において、吉田万里子と対戦。ペディグリーで敗れる。

### 2006年
- 2月23日、新宿FACE（第2回T-1興行）において、優菜と対戦。バックドロップホールドで勝利。
- 7月2日、レディゴンまつりにおいて、NSP写真集イリミネーションマッチで、渋谷シュウ、バンビ、市井舞と組んで、アップルみゆき、風香、春日萌花、優菜組と対戦。風香が市井からハイキックで勝利。

### 2007年
- 6月28日、IWA・JAPAN鹿島スポーツセンターにおいて、ジャガー横田のフィッシャーマン・バスターを受け、背中、腰などを骨折して負傷。長期休業を余儀なくされる。2010年2月22日の引退復帰戦まで2年8ヶ月という歳月を要した。

### 2008年
- 4月22日、IWA・JAPANを退団してフリーになったことを公表。また、2月4日に入籍、妊娠していることも発表。引退はせず、復帰戦を行いたいとの意向。

### 2010年
- 2月22日、メビウス新宿大会にて復帰戦を行い、またその試合が引退試合（対亜利弥’）となった。産まれた子供を抱えての引退の挨拶となった。

## 得意技
- コルバタ
- DDT

## 入場テーマ曲
- All The Things She Said / t.A.T.u.